# Gyalectales
Die Gyalectales sind eine Ordnung flechtenbildender Schlauchpilze.

## Merkmale
Die Arten sind zum großen Teil flechtenbildende Pilze. Es sind meist Krustenflechten, manchmal auch Fadenflechten. Die Fruchtkörper sind becherförmig (Apothecien) bis kugelförmig (Perithecien). Wenn sie Apothecien bilden, so sind sie meist vertieft liegende mit einem nicht schwarzen, algenlosen Rand (biatorin). Zum Teil sind sie auch orange bis rot gefärbt. Die Fruchtschicht ist anfangs oft noch von einer Deckschicht bedeckt, die später aufreißt. Die großen Schläuche (Asci) sind einwandig (unitunikat) und dünnwandig. Sie haben unverzweigte Paraphysen. Die meist farblosen Sporen sind quer septiert bis mauerförmig. Die Algenpartner sind oft die Gattung Trentepohlia.

## Ökologie und Verbreitung
Die Gyalectales sind Flechten und überwiegend Bewohner luftfeuchter Habitate an Felsen, Rinde und Blättern. Sie kommen sowohl in den Tropen als auch in den gemäßigten Klimaten vor.

## Systematik
Die Gyalectales wurden als Ordnung zunächst 1973 ungültig von Aino Henssen beschrieben, da die damals noch notwendige lateinische Beschreibung fehlte. David Leslie Hawksworth und Ove Erik Eriksson beschrieben die Ordnung dann 1986 gültig mit der Typusfamilie Gyalectaceae. Allerdings wurden die Vertreter der Ordnung später zu den Ostropales gestellt, die auch nicht flechtenbildende Arten umfasst. Kraichak und Mitarbeiter stellten aber 2018 aber die Ordnung wieder her.
Mit Stand 2022 zählen folgende Familien und Gattungen zur Ordnung:
- Coenogoniaceae mit nur einer Gattung:
  - Coenogonium mit etwa 91 Arten

- Gyalectaceae mit sechs Gattungen:
  - Cryptolechia mit 11 Arten
  - Francisrosea mit nur einer Art
  - Gyalecta mit 50 Arten
  - Neopetractis mit zwei Arten
  - Ramonia mit 24 Arten
  - Semigyalecta mit nur einer Art

- Phlyctidaceae mit zwei Gattungen:
  - Phlyctis mit 20 Arten

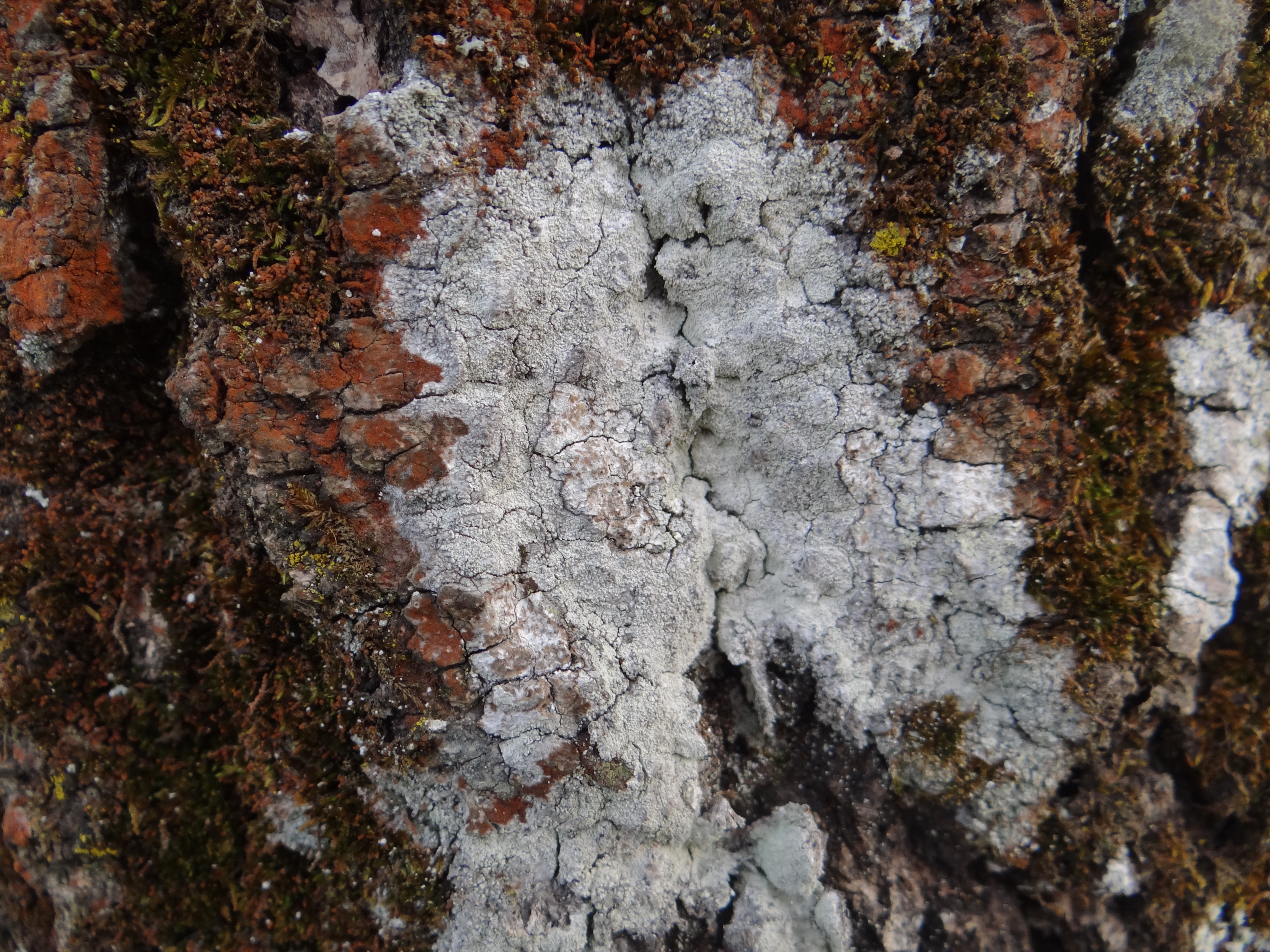
Phlyctis argena

  - Psathyrophlyctis mit nur einer Art

- Sagiolechiaceae mit nur einer Gattung:
  - Sagiolechia mit drei Arten

- Trichotheliaceae mit acht Gattungen:
  - Clathroporina mit etwa 25 Arten
  - Flabelloporina mit nur einer Art
  - Myeloconis mit vier Arten
  - Porina mit etwa 145 Arten
  - Pseudosagedia mit 80 Arten
  - Saxiloba mit zwei Arten
  - Segestria mit 71 Arten
  - Trichothelium mit 40 Arten